# John Klinger
Pour les articles homonymes, voir Klinger et Bones (homonymie).
John Klinger, connu sous son nom de ring de Bad Bones, né le 14 mai 1984 à Bitburg (Rhénanie-Palatinat) et mort le 20 mai 2024 à Brême (Basse-Saxe), est un catcheur (lutteur professionnel) allemand.

## Biographie

### Jeunesse
John Klinger est fan de catch notamment d'Hulk Hogan, et fait de la lutte. Il continue ses études et obtient des diplômes pour être diététicien.

### Carrière

#### Westside Xtreme Wrestling (2005-2024)
John Klinger commence à s'entraîner en 2004 dans une école de catch à Weinheim. Il commence sa carrière début 2005 et remporte son premier combat.
Le 12 août 2012, il perd contre Axel Tischer dans un Four Way Match qui comprenaient également El Generico et Karsten Beck et ne remporte pas le wXw Unified World Wrestling Championship.
Le 11 octobre 2014, il bat Axel Tischer et remporte le wXw Shotgun Championship. Le 18 octobre, il perd le titre contre Mason Ryan.
Le 29 août 2015, il perd son titre contre Karsten Beck dans un Three Way Match qui comprenait également A.J. Styles.
Le 10 mars 2018, il perd son titre contre Ilja Dragunov dans un Three Way Match qui comprenait également WALTER. Le lendemain, lui et Da Mack battent Ringkampf (Timothy Thatcher et WALTER) et remportent les wXw World Tag Team Championship.

#### Total Nonstop Action Wrestling (2013-2024)
En 2013, John Klinger participe au Gut Check Online et le remporte grâce à ses nombreux fans. Malgré cette victoire, il faudra attendre près d'un an avant que Klinger ne fasse ses débuts à la TNA. C'est en effet lors de la tourné annuelle de la TNA au Royaume-Uni que John Klinger fera sa première apparition pour la compagnie le 20 février 2014. Il apparaît pour la première fois en coulisse interviewé par Jeremy Borash, mais l'entretien tourne court quand Samuel Shaw attaque soudainement Ken Anderson et Christy Hemme qui discutaient derrière eux. Il fait ses débuts dans le ring le 27 février en perdant contre Samoa Joe. John Klinger est alors introduit comme un homme fort par Magnus et le champion de la TNA l'envoie combattre face à Samoa Joe afin d'affaiblir le Samoan en vue du match pour le titre mondial à Lockdown, mais ce plan échoue vu que Klinger se fait démolir.
Par la suite, John Klinger participe au PPV Special Tag Team et se retrouve, après tirage au sort, à faire équipe avec son ennemi Samoa Joe.

## Palmarès
- Athletik Club Wrestling (ACW)
  - 1 fois champion poids lourd d'Allemagne de la ACW[12]
  - 2 fois champion du monde de lutte de la ACW[13]

- Catch Wrestling Norddeutschland
  - 1 fois Deutsche Meisterschaft Champion

- Deutsche Wrestling Allianz
  - 1 fois DWA European Champion

- East Side Wrestling
  - 1 fois ESW Europameisterschaft Champion

- Fighting Spirit Federation
  - 1 fois FSF Tag Team Champion avec Steve Douglas

- Fiend Wrestling Germany
  - 1 fois FWG Champion

- German Hurricane Wrestling
  - 1 fois GHW Heavyweight Champion
  - 1 fois GHW Tag Team Champion avec Carnage

- German Stampede Wrestling
  - 1 fois GSW World Heavyweight Champion
  - 1 fois GSW Tag Team Champion avec Steve Allison

- German Wrestling Federation
  - 1 fois GWF Middleweight Champion

- German Wrestling Promotion
  - 1 fois GWP World Champion
  - 1 fois WrestlingCorner.de Champion

- National Wrestling Alliance
  - 1 fois NWA European Heavyweight Champion

- Union Of European Wrestling Alliances
  - 1 fois European Heavyweight Champion

- Westside Xtreme Wrestling
  - 3 fois wXw Unified World Wrestling Championship
  - 2 fois wXw World Tag Team Championship avec Carnage (1) et Da Mack (1)[14]
  - 2 fois wXw Shotgun Championship